# Naamloze stellingmolen in Zuidzande
Het betreffende object is een molenrestant gelegen aan de Molenweg te Zuidzande.
Het betrof een rietgedekte achtkante stellingmolen met stenen onderbouw en rietgedekte bovenbouw, welke fungeerde als korenmolen en als pelmolen.
De molen werd gebouwd in 1765 door Fredrik Carlier, waarvan een stenen gevelsteen boven de ingang nog getuigt. De molen leed echter grote schade tijdens de Tweede Wereldoorlog en werd in 1944 onttakeld, terwijl in 1955 ook de bovenbouw werd gesloopt tot op de hoogte van de stelling. De stenen benedenbouw bleef intact en deze wordt gebruikt als woning en garage.
Een aantal onderdelen van het voormalig molenbedrijf, waaronder enkele trappen, zijn nog aanwezig.